# Arctic (Schiff, 1850)
Die Arctic war ein 1850 in Dienst gestelltes Passagierschiff der US-amerikanischen Reederei Collins Line, das für den transatlantischen Passagierverkehr zwischen Liverpool und New York eingesetzt wurde. Sie war eines der größten und modernsten amerikanischen Passagierschiffe ihrer Zeit sowie Trägerin des Blauen Bands. Am 27. September 1854 sank die Arctic vor Kap Race (Neufundland) nach der Kollision mit dem französischen Dampfschiff Vesta. Etwa 350 Passagiere und Besatzungsmitglieder ertranken, darunter alle Frauen und Kinder an Bord. Der Untergang der Arctic ist eines der schwersten zivilen Schiffsunglücke in der Geschichte der amerikanischen Dampfschifffahrt und das größte Unglück der Collins Line.

## Das Schiff

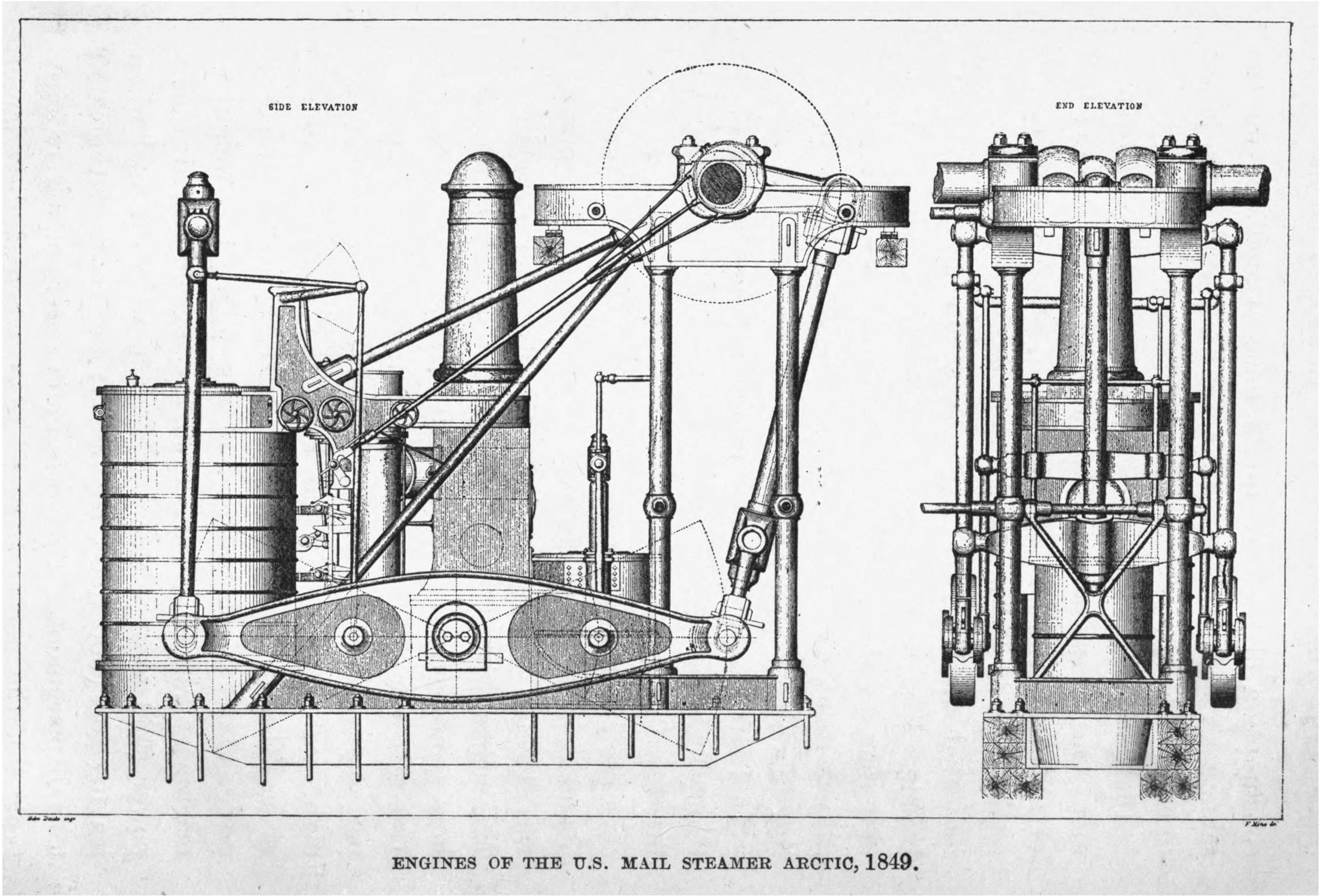
Konstruktionsplan der Maschinen der Arctic (1849)

Die Arctic wurde 1849 von der New York & Liverpool United States Mail Steamship Company (besser bekannt als Collins Line) in Auftrag gegeben, einer 1848 gegründeten Dampfschifffahrtsgesellschaft mit Sitz in New York. Gründer und Inhaber der Linie war der Schiffsmagnat Edward Knight Collins. Die Reederei etablierte sich schnell und galt bald als amerikanisches Äquivalent zur britischen Cunard Line. Collins hatte es sich zum Ziel gemacht, die Schiffe der Cunard Line in Größe, Ausstattung und Geschwindigkeit zu übertreffen. 1849 bestellte er daher vier neue Ozeandampfer, die zwischen 2.123 und 2.860 BRT groß waren. Je zwei der aus Holz gebauten Raddampfer entstanden in den New Yorker Schiffsbauwerften von William Brown und Jacob Bell. Die Arctic wurde von Brown gebaut. Ihre Schwesterschiffe waren die Pacific (1849), die Atlantic (1850) und die Baltic (1850). Die Baukosten für die Arctic betrugen 700.000 US-Dollar.
Die Arctic hatte drei Decks, ein rundes Heck und war eines der ersten Schiffe mit einem geraden Steven. Ihr Rumpf wurde hauptsächlich aus Eiche gebaut. Ihre zweizylindrigen Seitenhebelmaschinen entstanden in den Fabrikhallen der Novelty Iron Works von Stillman, Allen & Co. Sie leisteten 3000 PSi bei einem täglichen Kohlebedarf von 87 Tonnen. Für das Design wurde der Marinearchitekt George Steers engagiert, der schon die Schoneryacht America gestaltet hatte. Die Inneneinrichtung, für die das Unternehmen Voorhis & Pousot verantwortlich war, war luxuriös und setzte neue Standards. Die Aufenthaltsräume waren mit Spiegeln dekoriert und mit Teppichen ausgelegt. Es gab separate Waschräume, einen Rauchsalon und einen Friseursalon. Kabinen und öffentliche Räume waren mit Dampfheizungen und einem Ventilationssystem ausgestattet. Per Knopfdruck konnten Stewards und Stewardessen in die Kabinen gerufen werden.
Am Montag, dem 28. Januar 1850 lief die Arctic vom Stapel. Der Stapellauf wurde von Edward Collins weitläufig bekannt gegeben und stieß auf großes Medieninteresse. Collins hatte Einladungen an Pressevertreter geschickt und die Atlantic im benachbarten Dock vor Anker gelegt, damit Zuschauer von den Decks des Schiffs gegen einen Aufpreis den Stapellauf beobachten konnten. Schätzungsweise 20.000 Menschen nahmen an dem Ereignis teil. Am gleichen Tag wurden noch zwei weitere Schiffe bei William Brown vom Stapel gelassen; es war das erste Mal, dass in einer Werft im US-Bundesstaat New York mehr als ein Schiff an einem Tag vom Stapel lief. Die Arctic verkehrte zwischen Liverpool und New York und nahm am Transatlantic Packet Service teil, einer Vereinbarung über den Transport von Post zwischen der Collins Line und der US-Regierung. Am 18. Oktober 1850 fand die Probefahrt des Schiffs statt.
Im Februar 1852 gewann die Arctic das Blaue Band, die Auszeichnung für das schnellste Passagierschiff auf der Transatlantikroute zwischen Europa und New York. Sie erreichte auf einer Überfahrt auf Ostkurs die Rekordgeschwindigkeit von 13,06 Knoten und schaffte die Fahrt in neun Tagen, 17 Stunden und 15 Minuten. Sie brach somit den im Jahr zuvor aufgestellten Rekord ihres Schwesterschiffs Baltic. Sie blieb vier Jahre lang im Besitz des Blauen Bands. 1854 kam es zu einem Zwischenfall, als das Schiff bei Tuscar Rock an der Südküste Irlands auf Felsen lief. Personenschaden war nicht zu beklagen.

## Untergang

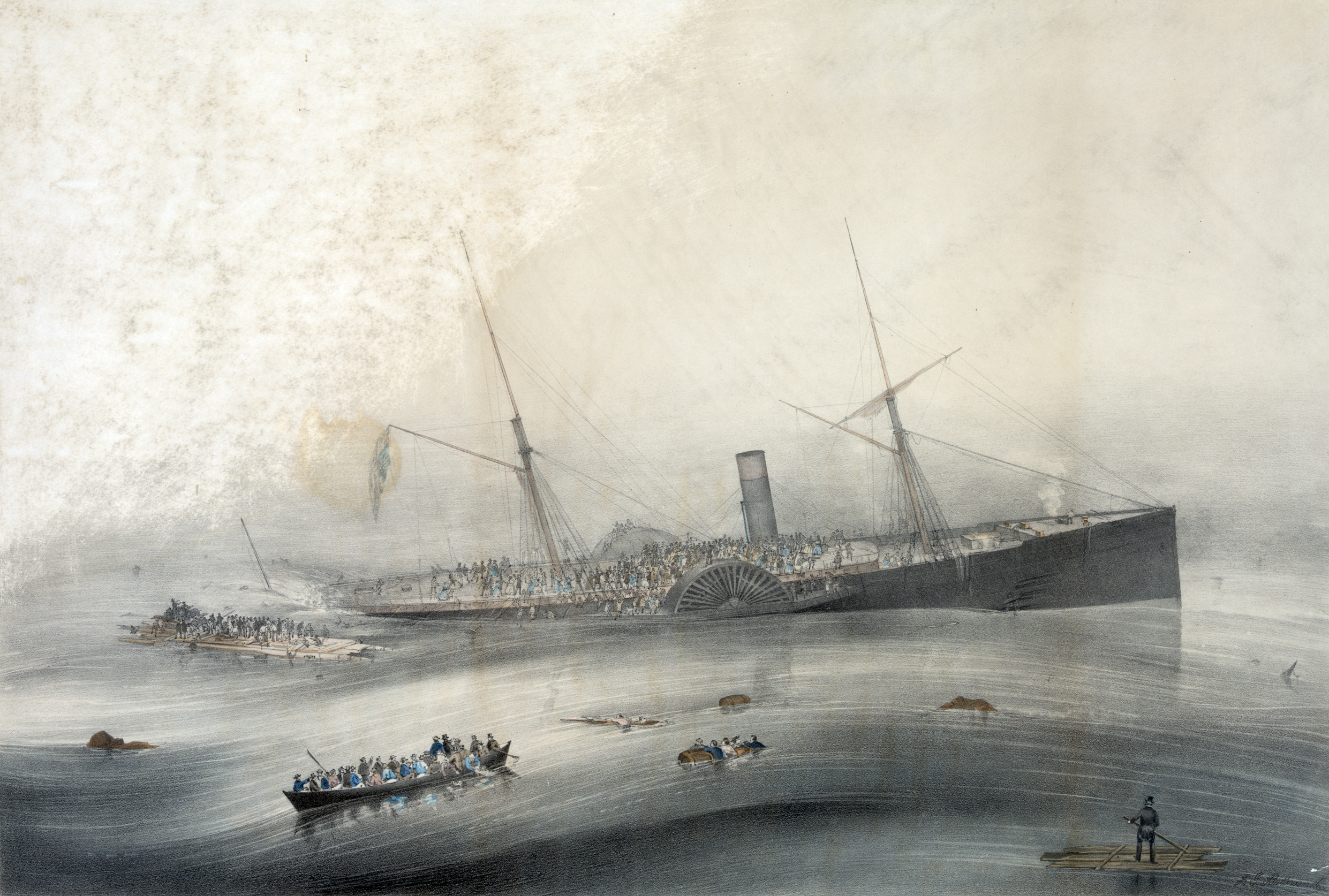
Zeichnerische Darstellung des Untergangs (1854)

Am Donnerstag, dem 21. September 1854 legte die Arctic in Liverpool unter dem Kommando von Kapitän James C. Luce (1806–1879) zu einer weiteren Überfahrt nach New York ab. An Bord befanden sich 135 Besatzungsmitglieder und etwa 250 Passagiere, darunter etwa 100 Frauen und Kinder. Unter den Passagieren waren mehrere Angehörige der prominenten New Yorker Anwalts- und Bankiersfamilie Brown, deren Bank Brown Brothers Harriman & Company große Anteile der Collins Line gehörten, darunter der 29-jährige Sohn des Bankgründers, William Benedict Brown, seine Frau Clara Moulton Brown, seine zweijährige Tochter Grace sowie zwei seiner Schwestern, ein Schwager und ein einjähriger Neffe. Aus dieser Familiengruppe überlebte nur der Schwager, George Allen. Ebenfalls an Bord waren Kapitän Luces elfjähriger, gehbehinderter Sohn William Fearing Luce sowie Mary Woodruff Collins, die Ehefrau des Reedereigründers Edward Collins, mit zwei der gemeinsamen Kinder, Mary Ann Collins (19) und Henry Coit Collins (15) und ihrem Bruder, Samuel Woodruff. Aus dieser Familiengruppe überlebte niemand.
Zu den weiteren bekannteren Passagieren gehörten:
- Frederick Catherwood (55), britischer Archäologe und Mitbegründer der modernen Maya-Forschung (kam ums Leben)
- Mahlon Day (64), New Yorker Publizist und Mitbegründer der Zeitung The New York Sun mit Ehefrau Mary und Tochter Susan (alle drei kamen ums Leben)
- Henry Hope Reed (46), Vize-Provost sowie Professor für Literatur und Ethik an der University of Pennsylvania mit seiner Schwägerin Anne Bronson (beide kamen um)
- Antoine Alfred Agénor de Gramont (35), französischer Attaché und Diplomat (überlebte)
- Herman Wedel Major (40), norwegischer Psychiater, Planer des Gaustad Hospitals (Gaustad sykehus), Norwegens erster psychiatrischer Klinik, mit Ehefrau Ida und zwei Töchtern (alle vier kamen um)

Sechs Tage nach der Abfahrt, am 27. September, dampfte die Arctic etwa 65 Meilen nordwestlich des Kap Race an der Küste von Neufundland bei begrenzter Sicht durch dichten Nebel. Um 12 Uhr mittags kam plötzlich das 250 BRT große französische Dampfschiff Vesta in Sicht, das den Kurs der Arctic kreuzte. Die Maschinen wurden sofort auf volle Kraft zurück gesetzt und das Ruder wurde hart nach Steuerbord gedreht. Diese Maßnahmen brachten nichts mehr, nur eine Minute nach dem ersten Sichtkontakt rammte die Vesta ihren Bug in die Steuerbordseite der viel größeren Arctic.
Durch die Kollision wurden drei Löcher in die Bordwand der Arctic gestoßen, davon zwei unterhalb der Wasserlinie. Die Vesta war ebenfalls beschädigt, aber ihre Schotten hatten dem Zusammenstoß standgehalten und das Schiff konnte aus eigener Kraft den Hafen von St. John’s anlaufen. Der Kapitän des Schiffs war empört darüber, dass die Arctic nach der Kollision einfach verschwunden und ihm nicht zur Hilfe gekommen war. Er wusste nicht, was mit ihr geschehen war.
Kapitän Luce an Bord der Arctic versuchte als erste Reaktion, der Vesta zu helfen, und ließ ein Rettungsboot zu Wasser, das zu dem anderen Schiff übersetzen sollte. Es wurde vom Leitenden Offizier der Arctic, Robert J. Gourlie, kommandiert. Die Vesta verschwand sofort im dichten Nebel. Erst danach wurde bemerkt, dass die Arctic sank. Der Schiffszimmermann wurde mit einem Seil die Bordwand hinab gelassen, um die Löcher mit Kissen und Decken zu füllen. Kapitän Luce ließ die Arctic mit voller Geschwindigkeit auf Cape Race zulaufen, um das Schiff auf Grund zu setzen und vor dem Untergang zu bewahren. Auf diese Weise wurde aber nur noch mehr Wasser in den aufgeschlitzten Rumpf gepresst.
Es wurden Pumpen eingesetzt, und ein Besatzungsmitglied feuerte in regelmäßigen Abständen das Signalgeschütz des Schiffes ab. Etwa eine halbe Stunde nach der Kollision hatte das Wasser sämtliche Feuer in den Kesseln gelöscht. Eine geordnete Evakuierung des Dampfers war nicht möglich, da auf dem Schiff große Verwirrung herrschte. Das Rettungsboot, in dem Mary Collins und ihre Kinder saßen, kenterte beim Hinablassen und warf seine Insassen in die See. Ein anderes Boot, in dem sich etwa 70 Personen befanden, wurde über Bord gespült, bevor es zu Wasser gelassen werden konnte. Ein Floß wurde nach 26 Stunden gefunden, als nur noch einer der Insassen am Leben war. Dutzende Menschen sprangen über Bord. Fünf voll besetzte Rettungsboote, die sicher zu Wasser gelassen worden waren, verschwanden spurlos.
Die Arctic sank schließlich 20 Meilen vor Kap Race, wobei etwa 350 Passagiere und Besatzungsmitglieder ums Leben kamen, darunter alle Frauen und Kinder an Bord. Die genaue Zahl konnte nie festgestellt werden, da Kleinkinder nicht auf der Passagierliste verzeichnet waren. Kapitän Luce überlebte, verlor aber seinen Sohn. Es wurden nur 85 Menschen gerettet, 61 Besatzungsmitglieder und 24 Passagiere, allesamt Männer. Der Dampfer Huron nahm die Überlebenden auf und übergab sie der Bark Lebanon, die sie nach New York brachte. Auch eine seltene Originalausgabe von Shakespeares Folio von 1623 ging mit dem Schiff verloren.

## Konsequenzen für die Collins Line
Edward Collins erholte sich nie vom Verlust seiner Familie wie auch des Schiffes. Der Untergang der Arctic sorgte für viel schlechte Presse für die Collins Line. Als weniger als zwei Jahre später die Pacific mit 186 Menschen an Bord spurlos verschwand, bedeutete dies das Ende für die Reederei. Die US-Regierung stellte ihre Subventionen ein und löste den Postvertrag auf. 1857 löste sich die Collins Line auf. Die verbliebenen Schiffe, die Baltic, die Atlantic und die neue Adriatic, wurden versteigert und gingen am 1. April 1858 an die Bank Brown Brothers & Company.